# Francesco De Mura
Francesco De Mura (* 21. April 1696 in Neapel; † 19. August 1782 ebenda) war ein italienischer Maler zwischen Barock und Klassizismus in Neapel.

## Lebensdaten

Francesco de Mura: Aurora und Tithonos (Museo di Capodimonte, Neapel)

In Neapel begann er 1709 seine Ausbildung bei Domenico Viola. Später wechselte er zu Francesco Solimena, wo er als sein wichtigster Schüler und Mitarbeiter bis 1730 blieb. 1728 heiratete er Anna d’Ebrù.
Er gilt als einer der besten Dekorationsmaler und Koloristen des 18. Jahrhunderts in Neapel, dessen Malerei den Vergleich mit Tiepolo nicht zu scheuen braucht. De Mura hinterließ in neapolitanischen Kirchen und Palästen zahlreiche Fresken und Tafelbilder. Darüber hinaus arbeitete er in Caiazzo,  Capua,  Montecassino, Salerno, Foggia und Turin. Das früheste ihm zugeschriebene Gemälde „Der Gekreuzigte“ für die Chiesa di San Girolamo alle Monache in Neapel stammt von 1713. Während die zahlreichen Fresken und Tafelbilder des Zeitraums zwischen 1730 und 1730 noch deutlich den Einfluss von Solimena verraten, präsentierte er sich später mit einem individuellen Stil, der die künstlerischen Einflüsse seiner Epoche in sich vereint.
1741 wurde er an den königlichen Hof  von Turin berufen, um im Palazzo Reale Fresken mit mythologischen Themen zu malen. In dieser Zeit pflegte er engen Kontakt zu den Architekten Filippo Juvara und Benedetto Alfieri sowie mit dem Maler Corrado Giaquinto, von dem er wichtige künstlerische Impulse erhielt. 1743 ging er zurück nach Neapel, wo er zum Hofmaler der bourbonischen Könige berufen wurde. Zwei seiner Schüler in Neapel waren Elia Interguglielmi und Pietro Bardellino.

## Werke (Auswahl)

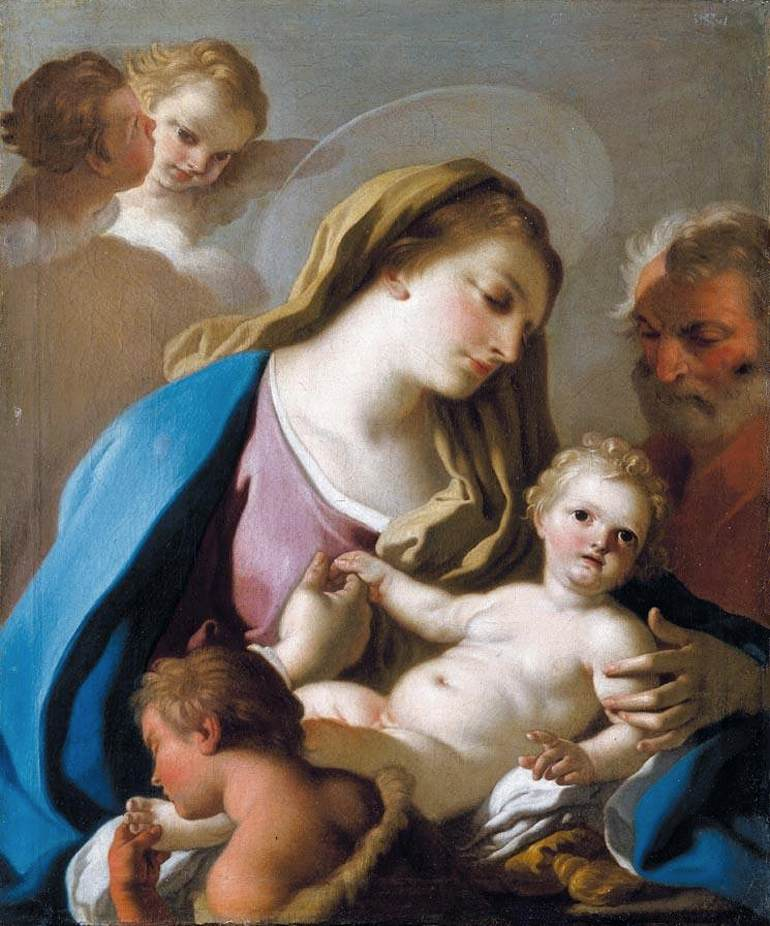
Francesco de Mura: Hl. Familie mit Johannes dem Täufer, Privatsammlung, um 1760

- Museo di Capodimonte (Neapel): Tafelbild Aurora und Tithonos.
- Chiesa San Nicola alla Carita (Neapel): Wand- und Kuppelfresken.
- Kathedrale von Foggia: Vermehrung des Brotes
- Dom von Capua: 5 Altarbilder mit Heiligen (1728)
- Santi Severino e Sossio (Neapel): Deckenfresken und zahlreiche andere Werke (nach 1732)
- Palazzo Reale (Neapel): Deckenfresken (1738)
- Chiesa di San Nicola al Mercato (Neapel): Kuppelfresko
- Palazzo Reale (Turin): Fresken (1741–1742)
- Chiesa di Santa Chiara (Neapel): Altarbild Die Franziskaner beten das Sakrament an (1743/45) und Fresken
- Chiesa della Nunziatella (Neapel): Deckenfresken (1732 und 1751), und zwei Altarbilder
- SS. Apostoli (Neapel): Fresken (1763)
- Spirito Santo (Neapel): Altarbild Pfingstwunder (1774)
- Madonna mit Kind und Johannesknabe. Museu Nacional de Belas Artes, Rio de Janeiro